# Герб Солотвина (смт)
Герб Солотвина — офіційний символ селища Солотвин Івано-Франківського району Івано-Франківської області. Затверджений 28 травня 2004 року сесією Солотвинської селищної ради. Герб є промовистим.
Автор проекту — А. Гречило. 

## Опис
У синьому полі три срібні топки солі в один ряд, під ними — дві золоті бочки. 
Щит вписано у декоративний картуш і увінчано срібною міською короною.

## Зміст
Основою для сучасних символів став сюжет із печаток містечка з кінця ХVІІІ ст. Топки і бочки вказують на назву поселення та поширені тут солеварні промисли.